# Хуттал
Хутта́л (часто также во множественном числе Хутталя́н и такие варианты, как Хутла́н, Хатла́н, в китайских источниках Ко-тут-ло́) — княжество и исторический регион на северном берегу реки Оксус (современная Амударья), лежащим между его притоками Вахш и Пяндж. Примерно соответствует современной Хатлонской области Таджикистана. Хуттал был завоеван Шейбани-ханом в 1504 году.

## История
Доисламское княжество Хутталян играло активную роль, иногда как союзник, иногда как враг, Омейядов во время мусульманского завоевания Мавераннахра, и только в 750/751 гг. Аббасиды окончательно установили над ним прямой контроль. Ветвь Баниджуридов Тохаристана правила территорией, подконтрольной Аббасидам, и она признала сюзеренитет Саманидов в X веке. Область, по-видимому, сохранила автономную линию правителей в XI—XII веках, когда она попала сначала под контроль Газневидов, а после середины XI века под контроль государства Сельджукидов. С падением власти сельджуков Хуттал перешёл под контроль Гуридов и Хорезмшахов, при которых не известно ни одной родной княжеской линии. В XIII веке Хуттал стал частью Монгольской империи и её преемника, Чагатайского ханства, вновь возникшего как автономное княжество после распада последнего в середине XIV века. В XVI веке Шейбаниды захватили Хуттал, а само название перестаёт употребляться, заменяясь Кулябом.